# Harold Baines
Pour les articles homonymes, voir Baines.
Harold Douglas Baines (né le 15 mars 1959 à Easton, Maryland, États-Unis) est un ancien frappeur désigné et voltigeur des Ligues majeures de baseball.
Il compte six sélections au match des étoiles (1985, 1986, 1987, 1989, 1991 et 1999). Il remporte le prix Edgar Martínez en 1987 et 1988 et le Bâton d'argent en 1989 comme meilleur frappeur désigné du baseball. Après sa retraite de joueur, son numéro 3 a été retiré par les White Sox de Chicago, une équipe pour il a joué pendant 14 saisons. De 2004 à 2015, il est instructeur des White Sox.

## Carrière

### Joueur

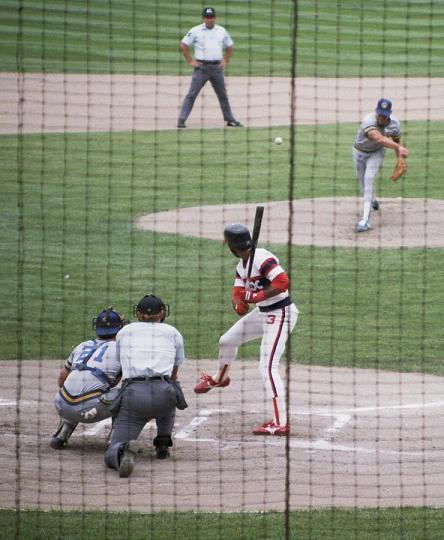
En uniforme blanc et rouge, Harold Baines au bâton pour les White Sox en 1986.

Après des études secondaires à la St. Michaels High School d'Easton (Maryland), Harold Baines est repêché le 7 juin 1977 par les White Sox de Chicago comme premier choix du premier tour de sélection.
Après trois saisons en Ligues mineures, il fait ses débuts en Ligue majeure le 10 avril 1980 sous les couleurs des White Sox.
Baines est échangé aux Rangers du Texas le 29 juillet 1989.
Avec le joueur de deuxième but Fred Manrique, Harold Baines est échangé des White Sox aux Rangers du Texas le 29 juillet 1989 en retour du lanceur gaucher Wilson Álvarez, du joueur de champ intérieur Scott Fletcher et du jeune joueur de champ extérieur Sammy Sosa. L'actionnaire majoritaire du groupe de propriétaires des Rangers du Texas est alors George W. Bush ; questionné en janvier 2000 lors d'un débat du Parti républicain sur la plus grosse erreur commise dans sa vie d'adulte, Bush, alors gouverneur du Texas et aspirant candidat à la présidence des États-Unis, répond « Sammy Sosa pour Harold Baines », faisant référence à la blague à l'échange de deux jeunes joueurs prometteurs pour deux vétérans,.
Baines joue avec les Rangers jusqu'en août 1990, puis portent successivement les couleurs des Oakland Athletics (1990-1992), des Baltimore Orioles (1993-1995), des Chicago White Sox (1996-1997), des Baltimore Orioles (1997-1999), des Cleveland Indians (1999), des Baltimore Orioles (2000) puis des Chicago White Sox (2000-2001).
Comme joueur, il compte six sélections au match des étoiles (1985, 1986, 1987, 1989, 1991 et 1999). Le numéro 3 a été retiré par les White Sox tandis qu'il est introduit en août 2009 au sein du Hall of Fame des Orioles de Baltimore. Il était sur les rangs en 2010 pour une admission au Temple de la renommée du baseball. Il a recueilli 6,1 % des voix, loin des 75 % nécessaires pour être intronisé, et verra son nom apparaître à nouveau sur les bulletins de vote en 2011.

### Entraîneur
Il devient entraîneur des White Sox de Chicago après sa carrière de joueur et occupe le poste d'instructeur de banc en 2004 et 2005. De 2006 à 2012, il est instructeur au premier but. Il accepte de nouvelles fonctions chez les White Sox le 27 novembre 2012 et devient assistant à l'instructeur des frappeurs Jeff Manto.
Il fait partie du personnel de l'équipe lors de sa victoire en Série mondiale 2005.

## Statistiques
En saison régulière
| Statistiques de frappeur |            |      |      |      |      |     |    |     |      |    |      |
| Saison                   | Équipe     | G    | AB   | R    | H    | 2B  | 3B | HR  | RBI  | SB | BA   |
| 1980                     | Chicago WS | 141  | 491  | 55   | 125  | 23  | 6  | 13  | 49   | 2  | .255 |
| 1981                     | Chicago WS | 82   | 280  | 42   | 80   | 11  | 7  | 10  | 41   | 6  | .286 |
| 1982                     | Chicago WS | 161  | 608  | 89   | 165  | 29  | 8  | 25  | 105  | 10 | .271 |
| 1983                     | Chicago WS | 156  | 596  | 76   | 167  | 33  | 2  | 20  | 99   | 7  | .280 |
| 1984                     | Chicago WS | 147  | 569  | 72   | 173  | 28  | 10 | 29  | 94   | 1  | .304 |
| 1985                     | Chicago WS | 160  | 640  | 86   | 198  | 29  | 3  | 22  | 113  | 1  | .309 |
| 1986                     | Chicago WS | 145  | 570  | 72   | 169  | 29  | 2  | 21  | 88   | 2  | .296 |
| 1987                     | Chicago WS | 132  | 505  | 59   | 148  | 26  | 4  | 20  | 93   | 0  | .293 |
| 1988                     | Chicago WS | 158  | 599  | 55   | 166  | 39  | 1  | 13  | 81   | 0  | .277 |
| 1989                     | Chicago WS | 96   | 333  | 55   | 107  | 20  | 1  | 13  | 56   | 0  | .321 |
| 1989                     | Texas      | 50   | 172  | 18   | 49   | 9   | 0  | 3   | 16   | 0  | .285 |
| 1990                     | Texas      | 103  | 321  | 41   | 93   | 10  | 1  | 13  | 44   | 0  | .290 |
| 1990                     | Oakland    | 32   | 94   | 11   | 25   | 5   | 0  | 3   | 21   | 0  | .266 |
| 1991                     | Oakland    | 141  | 488  | 76   | 144  | 25  | 1  | 20  | 90   | 1  | .295 |
| 1992                     | Oakland    | 140  | 478  | 58   | 121  | 18  | 0  | 16  | 76   | 1  | .253 |
| 1993                     | Baltimore  | 118  | 416  | 64   | 130  | 22  | 0  | 20  | 78   | 0  | .313 |
| 1994                     | Baltimore  | 94   | 326  | 44   | 96   | 12  | 1  | 16  | 54   | 0  | .294 |
| 1995                     | Baltimore  | 127  | 385  | 60   | 115  | 19  | 1  | 24  | 63   | 0  | .299 |
| 1996                     | Chicago WS | 143  | 495  | 80   | 154  | 29  | 0  | 22  | 95   | 3  | .311 |
| 1997                     | Chicago WS | 93   | 318  | 40   | 97   | 18  | 0  | 12  | 52   | 0  | .305 |
| 1997                     | Baltimore  | 44   | 134  | 15   | 39   | 5   | 0  | 4   | 15   | 0  | .291 |
| 1998                     | Baltimore  | 104  | 328  | 40   | 88   | 17  | 0  | 9   | 57   | 0  | .300 |
| 1999                     | Baltimore  | 107  | 345  | 57   | 111  | 16  | 1  | 24  | 81   | 1  | .322 |
| 1999                     | Cleveland  | 28   | 85   | 5    | 23   | 2   | 0  | 1   | 22   | 0  | .271 |
| 2000                     | Baltimore  | 72   | 222  | 24   | 59   | 8   | 0  | 10  | 30   | 0  | .266 |
| 2000                     | Chicago WS | 24   | 61   | 2    | 13   | 5   | 0  | 1   | 9    | 0  | .213 |
| 2001                     | Chicago WS | 32   | 84   | 3    | 11   | 1   | 0  | 0   | 6    | 0  | .131 |
| Totaux                   | Totaux     | 2830 | 9908 | 1299 | 2866 | 488 | 49 | 384 | 1628 | 34 | .289 |

En séries éliminatoires
| Statistiques de frappeur |            |    |     |    |    |    |    |    |     |    |      |
| Saison                   | Équipe     | G  | AB  | R  | H  | 2B | 3B | HR | RBI | SB | BA   |
| 1983                     | Chicago WS | 4  | 16  | 0  | 2  | 0  | 0  | 0  | 0   | 0  | .125 |
| 1990                     | Oakland    | 7  | 21  | 3  | 6  | 1  | 0  | 1  | 5   | 1  | .285 |
| 1992                     | Oakland    | 6  | 25  | 6  | 11 | 2  | 0  | 1  | 4   | 0  | .440 |
| 1997                     | Baltimore  | 8  | 22  | 3  | 8  | 0  | 0  | 2  | 3   | 0  | .363 |
| 1999                     | Cleveland  | 4  | 14  | 1  | 5  | 0  | 0  | 1  | 4   | 0  | .357 |
| 2000                     | Chicago WS | 2  | 4   | 1  | 1  | 1  | 0  | 0  | 0   | 0  | .250 |
| Totaux                   | Totaux     | 31 | 102 | 14 | 33 | 4  | 0  | 5  | 16  | 1  | .324 |

Note: G = Matches joués; AB = Passages au bâton; R = Points; H = Coups sûrs; 2B = Doubles; 
3B = Triples; HR = Coup de circuit; RBI = Points produits; SB = buts volés; BA = Moyenne au bâton 